# ميسترام
ميسترام أو قياس مسار الصواريخ (بالإنجليزية: MISTRAM أو MISsile TRAjectory Measurement ) هو نظام عالى الأداء شكلته القوات الجوية للولايات المتحدة الأمريكية واستخدمته ناسا بغرض قياس مسارات الصواريخ عند إطلاقها بدقة عالية.

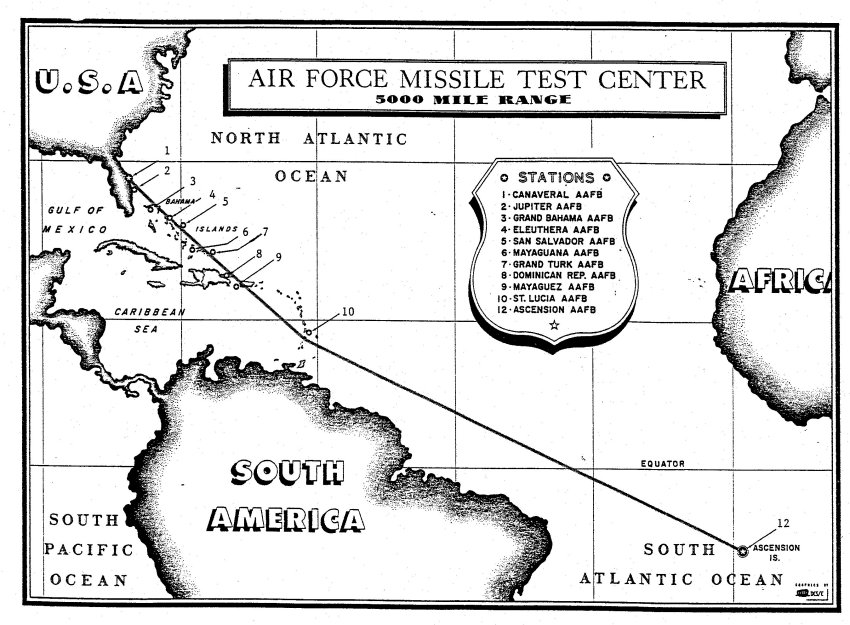
تحديد مسار صاروخ تجريبي من فلوريدا ،(خريطة تاريخية من القوات الجوية الأمريكية).

وهو نظام يعمل بالرادار يرجع إنشاؤه إلى الستينيات من القرن الماضي ، يقوم بقياس الزمن الذي تستغرقة إشارة بالرادار بين المرسل والهدف (وهو الصاروخ ) والعودة إلى المستقبل . وتصل دقة النظام في تحديد بعد الهدف 1 %. وتحدد تلك الدقة اتساع الإشارة الاسلكية ، فكلما كان زمن اتساع الإشارة قصيرا ، كلما زات دقة تحديد زمن العودة وبالتالي تحديد المسافة بين المرسل والصاروخ .

## طريقة العمل
يتكون نظام ميسترام من خمسة محطات لاستقبال إشارات الرادار موزعة على أرضية في شكل حرف L . ويبلغ عرض الأرضية 10.000 قدم وطولها 100.000 قدم ، وتحوي المحطة الوسطى من هوائي بسيط . وتبلغ المسافة بين المحطة الوسطى وأبعد محطة استقبال للنظام 100000 قدم . وتتابع المحطة الوسطى والأربعة محطات الأخرى طيران الصاروخ عند الإطلاق حيث تستقبل إشارات الردار المرتدة منه .

## اقرأ أيضاً
- تقنية التخفي
- رادار دوبلر
- النظر لأسفل
- نظام رادار كولشوغا
- الضجيج المزيف
- مرشد الموجة
- هرتز
- تأثير دوبلر